# Reynard Motorsport
Reynard Motorsport fue una empresa de Inglaterra fabricante de automóviles de carreras que existió entre 1973 y 2002.
Desarrolló modelos que compitieron en categorías como Fórmula Ford, Fórmula 3, Fórmula Atlantic, Fórmula Nippon, Fórmula 3000 y CART. Cuatro de las empresas rivales de Reynard eran Dallara, Lola Racing Cars, March Engineering y Ralt.
También desarrolló automóviles de carreras de resistencia, como el Panoz Esperante y el Dodge Viper GTS-R GT.

## Historia

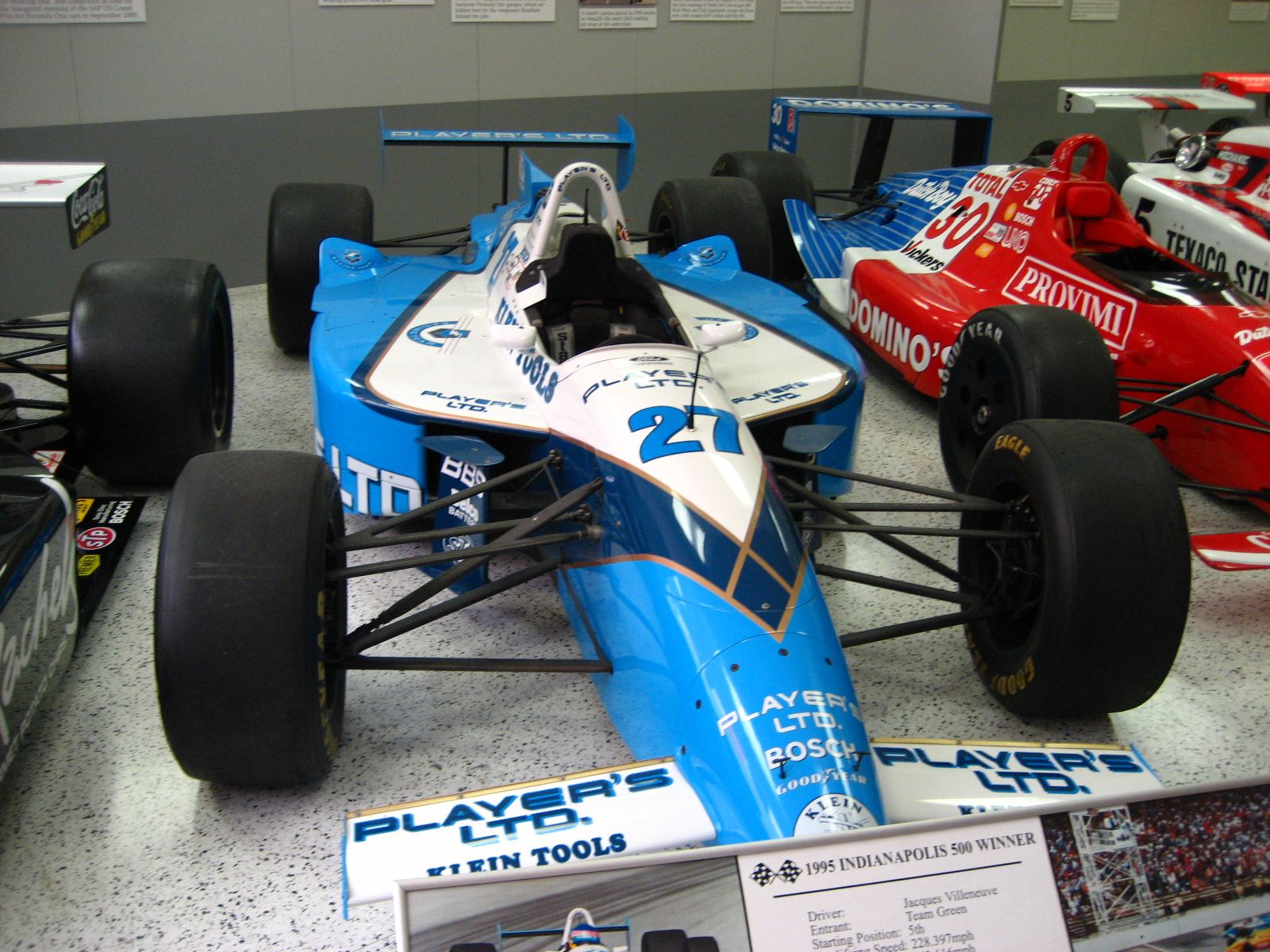
Reynard 95I con el que Jacques Villeneuve ganó la Indy 500 de 1995.

Fundada por Adrian Reynard en 1973 como Sabre Automotive Ltd, la empresa aprovechó su éxito en fórmulas menores (especialmente la Fórmula Ford y sus variantes, el propio Reynard fue uno de los mejores pilotos en la Fórmula Ford 2000 a finales de los setenta) hasta progresar hacia la CART en 1994. Adrian Reynard formó una asociación de trabajo muy efectiva con Rick Gorne, amigo y rival de Formula Ford, que se ocupó del lado comercial y de ventas del negocio. Gorne fue una de las primeras personas que aportó una mentalidad comercial a la venta de autos de carreras: elaboró modelos de precios para autos y repuestos (basándose en la investigación sobre la frecuencia con la que se dañaban los automóviles) y comenzó a trabajar en red con jóvenes conductores al principio sus carreras para que estuvieran favorablemente dispuestos hacia Reynard más tarde.
Reynard adquirió una reputación por ser una marca cuyos autos ganaron en su primera carrera, lograron esto en sus debuts en Fórmula Ford 1600, Fórmula Ford 2000, Fórmula tres (1985), Fórmula Atlantic, Fórmula 3000 (1988) e Indy car (1994) Reynard efectivamente eliminó a March, Lola y Ralt de la Fórmula 3000 y Lola de Indy Car. Lola se recuperó al obtener el contrato de la  F3000 internacional que pasaba a ser monomarca en 1996 y revivir en Indy Car a fines de la década de los 90. 
La compañía preparó un programa de Fórmula 1 en 1989 para debutar en 1992, en donde contrataron ingenieros  como Rory Byrne de Benetton. En 1991, Reynard no estuvo listo para pulsar su programa completo por lo que todo su programa, incluyendo la fábrica en Enstone, y fue vendido a Benetton. Los datos de investigación fueron vendidos a Ligier. Algunos componentes de Reynard (muchos F3000) fueron usados por Keith Wiggins de Pacific Racing en su frustrado auto de F1 (construido para la temporada 1993, pero no corrió hasta 1994 por motivos de presupuesto). Es poco probable que el Reynard de 1992 hubiera tenido un éxito considerable si hubieran tenido dinero como para desarrollarlo - el único motor que trabajó el equipo fue un Yamaha V12 que subsecuentemente le dio muchos problemas a Jordan Grand Prix. Reynard también estuvo involucrado en la construcción del DAMS GD-01, el cual nunca corrió debido a que DAMS decidió no entrar en el campeonato.
Hacia finales de 1990s Reynard se involucró principalmente en CART, Fórmula Nippon, y la Barber Dodge. La compañía también preparó autos deportivos y turismos.

### Expansión mundial
El éxito en la CART fue el inicio de su expansión e diversificación. En 1999 Reynard compró Gemini Transmissions y el fabricante estadounidense Riley & Scott. La compañía también abrió un programa de investigación y desarrollo en Indianapolis llamado Auto Research Center (ARC), bajo la dirección de Bruce Ashmore. Esta facilidad llegó un túnel de viento a escala de 50 %. Adrian Reynard también estuvo involucrado con ARC. Adrian Reynard y su jefe de diseño Malcolm Oastler se involucraron en el equipo BAR de F1, con Reynard Motorsport proveyendo algunos servicios de diseño al equipo de F1.

### Bancarrota
Luego de una OPI abortada en la NYSE y la costosa compra de Riley & Scott, la compañía se declaró en bancarrota en febrero de 2002. Se perdieron alrededor de 120 empleos.
En 2002, los activos se distribuyeron entre tres compradores. BAR adquirió los edificios en Brackley y el negocio de ingeniería aerodinámica Advantage CFD. International Racing Management de Guildford adquirió las operaciones de Fórmula Nippon y carreras de autos deportivos, c
En el 2002 los activos fueron distribuidos entre 3 compradores. BAR adquirió las instalaciones en Brackley y avanzado CFD aerodinámicos. Walker Racing, un equipo de Champ Car, tomo los derechos intelectuales y diseños de los chasis de CART. Finalmente, se vendió el paquete a un Empresario Ecuatoriano, Alex Salazar, quien intento recrear una serie en su país, sin éxito. Él es el último propietario.
Dada la falta de éxito de los prototipos deportivos de Reynard en su versión original, es interesante observar que los derivados del Reynard 2KQ y su 01Q mejorados continuaban siendo competencia y luego mejorados por equipos como ProTran y Nasamax. El Reynard 02S sin terminar se convirtió en un gran éxito cuando RN Motorsport se hizo cargo del coche como DBA4 03S, seguido de Zytek que ofrece una variante denominada 04S, mientras que Creation Autosportif ofreció su propia variante conocida como CA06 / H
El auto de la Grand Prix Masters fue esencialmente un desarrollo de la última generación de chasis de CART el cual fue producido por Delta Motorsport.
Adrian Reynard agregó: "es el peor día de mi vida de negocios y de la compañía. Reynard fue muy exitoso en las tres últimas décadas y me siento devastado que haya terminado así, pero no había elección".
En el 2009, el director de ingeniería Andre Brown anunció que la marca Reynard Racing Cars volvería con un auto deportivo de calle. El auto está diseñado para entregar niveles aerodinámicos de un F1.